# Quốc kỳ Trung Hoa Dân Quốc

Cờ Ủy ban Olympic Đài Bắc Trung Hoa được sử dụng thay cho lá cờ của Trung Hoa Dân Quốc tại Thế vận hội và trong một số sự kiện thể thao.

Quốc kỳ Trung Hoa Dân Quốc (phồn thể: 中華民國國旗; giản thể: 中华民国国旗; bính âm: Zhōnghuá Mínguó Guóqí), lần đầu tiên được Quốc Dân đảng sử dụng tại Trung Quốc đại lục vào năm 1917 và trở thành quốc kỳ chính thức của Trung Hoa Dân Quốc từ năm 1928. Điều 6 của Hiến pháp Trung Hoa Dân Quốc đầu tiên vào năm 1947 đã đề cập đến lá cờ này. Từ sau nội chiến Trung Quốc kết thúc vào năm 1949, quốc kỳ Trung Hoa Dân Quốc chủ yếu được sử dụng tại Đài Loan.
Trong tiếng Trung, quốc kỳ được gọi là Thanh Thiên, Bạch Nhật, Mãn Địa Hồng  (phồn thể: 青天, 白日, 滿地紅; giản thể: 青天, 白日, 满地红; bính âm: Qīng Tiān, Bái Rì, Mǎn Dì Hóng). Ba màu xanh, trắng và đỏ tượng trưng cho ba nguyên tắc của chủ nghĩa Tam Dân là dân tộc độc lập, dân quyền tự do, dân sinh hạnh phúc. Đảng kỳ của Quốc Dân đảng được đặt ở góc phía trên bên trái của quốc kỳ.
Tại các quốc gia công nhận Chính sách Một Trung Quốc của Quốc vụ viện Cộng hòa Nhân dân Trung Hoa, việc treo cờ Trung Hoa Dân Quốc thường ngày là không được phép.

## Lịch sử

Quốc kỳ Formosa thuộc Tây Ban Nha (1626–1642)
Quốc kỳ Formosa thuộc Hà Lan (1624–1662)
Quốc kỳ Vương quốc Đông Ninh (1661–1683)
Quốc kỳ Đài Loan thuộc Thanh (1683–1895)
Quốc kỳ Đài Loan Dân chủ (1895–1896)
Quốc kỳ Đài Loan thuộc Nhật (1895–1945)
Quốc kỳ Trung Hoa Dân Quốc (1912–1928)
Quốc kỳ Trung Hoa Dân Quốc (1928–1949)
Quốc kỳ Đài Loan (1949 – nay)

## Quốc kỳ tương đồng
Các quốc kỳ sau có nét tương đồng với quốc kỳ Trung Hoa Dân Quốc:
- Quốc kỳ Myanmar từ 1974–2010
- Quốc kỳ Samoa
- Quốc kỳ Cộng hòa Viễn Đông

Hình mặt trời trong quốc kỳ Trung Hoa Dân Quốc cũng tương tự như hình mặt trời trong  quốc kỳ Namibia. Có thông tin rằng một khán giả Đài Loan đã cổ vũ đội tuyển bóng chày quốc gia Đài Bắc Trung Hoa và nhiều môn thể thao khác với một lá cờ Myanmar tại Thế vận hội Mùa hè 2008 tại Bắc Kinh, Trung Quốc, nơi mà việc trưng ra lá cờ Trung Hoa Dân Quốc thật sự sẽ bị ngăn chặn.